# Ferrari 125 S
Pour les articles homonymes, voir Ferrari.
La Ferrari 125 S est la première automobile historique du constructeur automobile italien Ferrari. Voiture de course conçue en 1947 par Enzo Ferrari, et déclinées en version S, GP et F1, son nom 125, correspond au volume arrondi de chaque cylindre de son moteur V12 (1497 cm³ / 12 soit 124,75 cm³ par cylindre).

## Historique
Alors que la Scuderia Ferrari est, depuis 1929, une importante concession puis l'écurie de course officielle d'Alfa Romeo à partir de 1933, Enzo Ferrari quitte le constructeur en 1939 à la suite de son annexion par le gouvernement italien fasciste de Benito Mussolini, à titre d'effort de guerre. Enzo prend son indépendance, conçoit son premier prototype Auto Avio Costruzioni 815 en 1940, puis fonde son usine Ferrari de Maranello en 1942. En 1947, il fonde Ferrari et engage en compétition automobile deux exemplaires de la 125 S de course de sa conception. 

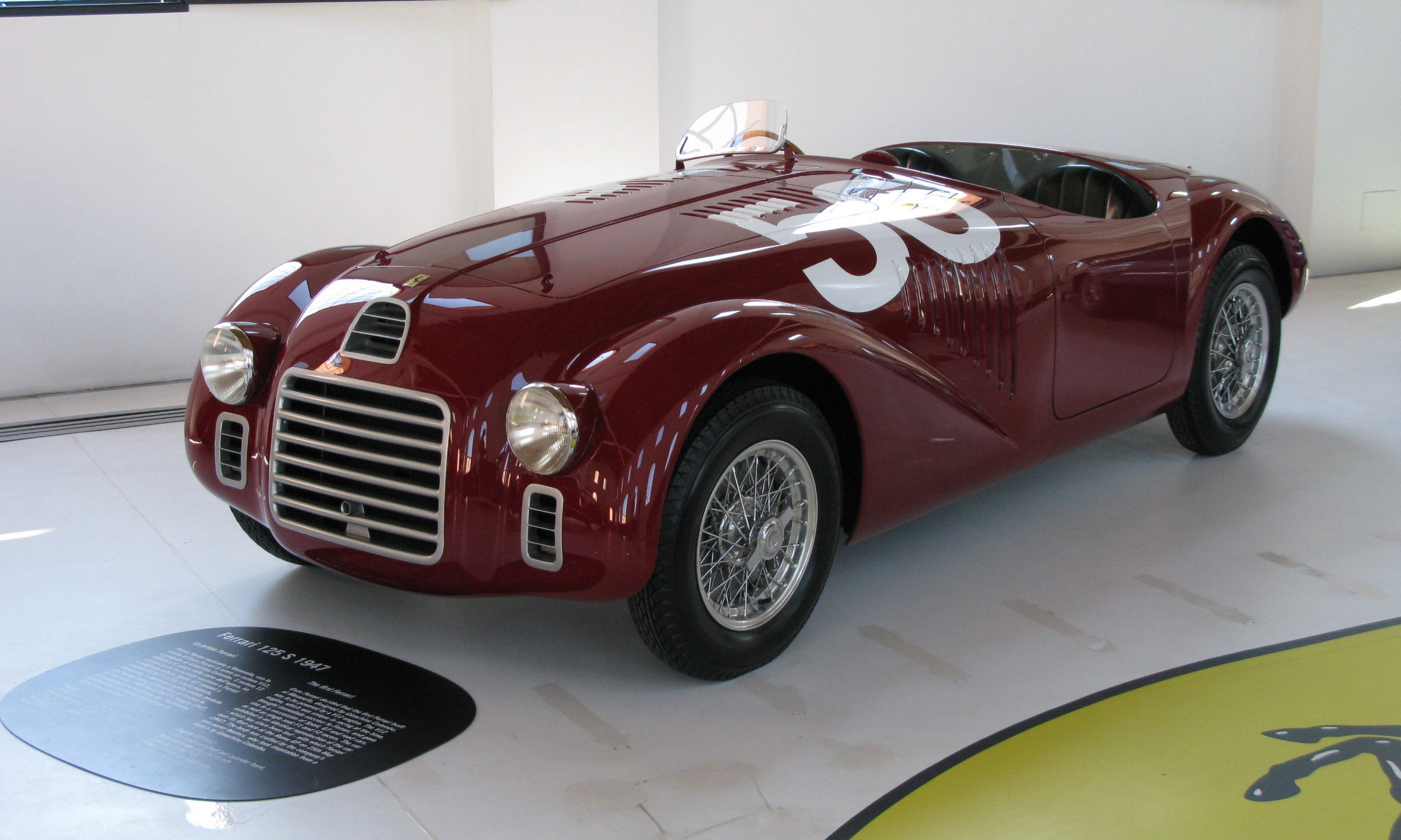
La réplique de la 125 S au musée Ferrari de Maranello.
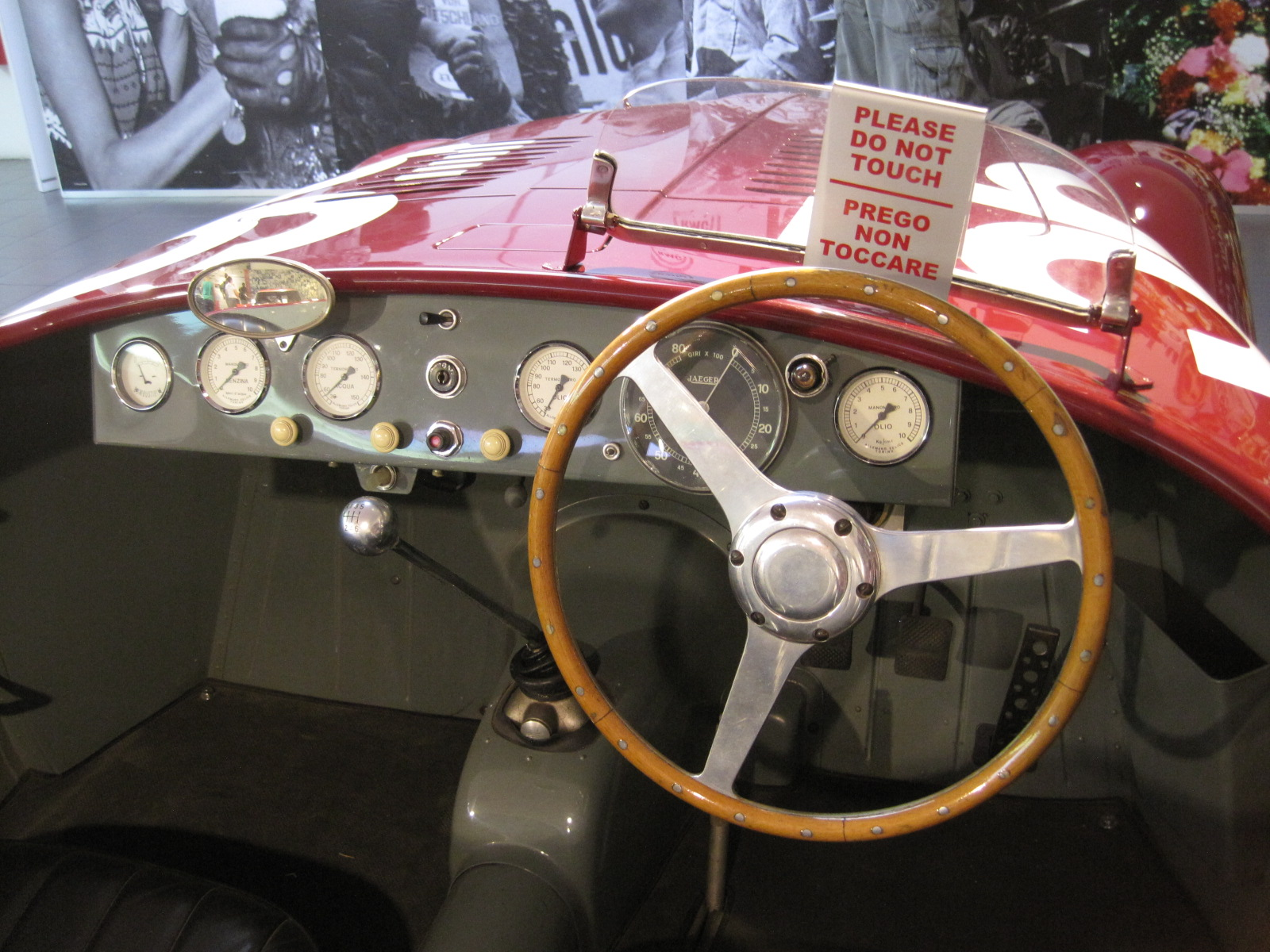
Tableau de bord d'une réplique de la 125 S.

Inspirée des carrosseries des prototypes Auto Avio Costruzioni 815, avec châssis en acier tubulaire, la 125 S est motorisée par un moteur V12 1,5 L de 118 chevaux, pour 170 km/h de vitesse maximum, conçu par l'ingénieur Ferrari Gioacchino Colombo (ex ingénieur Alfa Romeo).

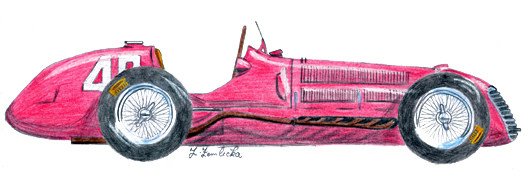
Dessin de profil droit d'une 125 F1.
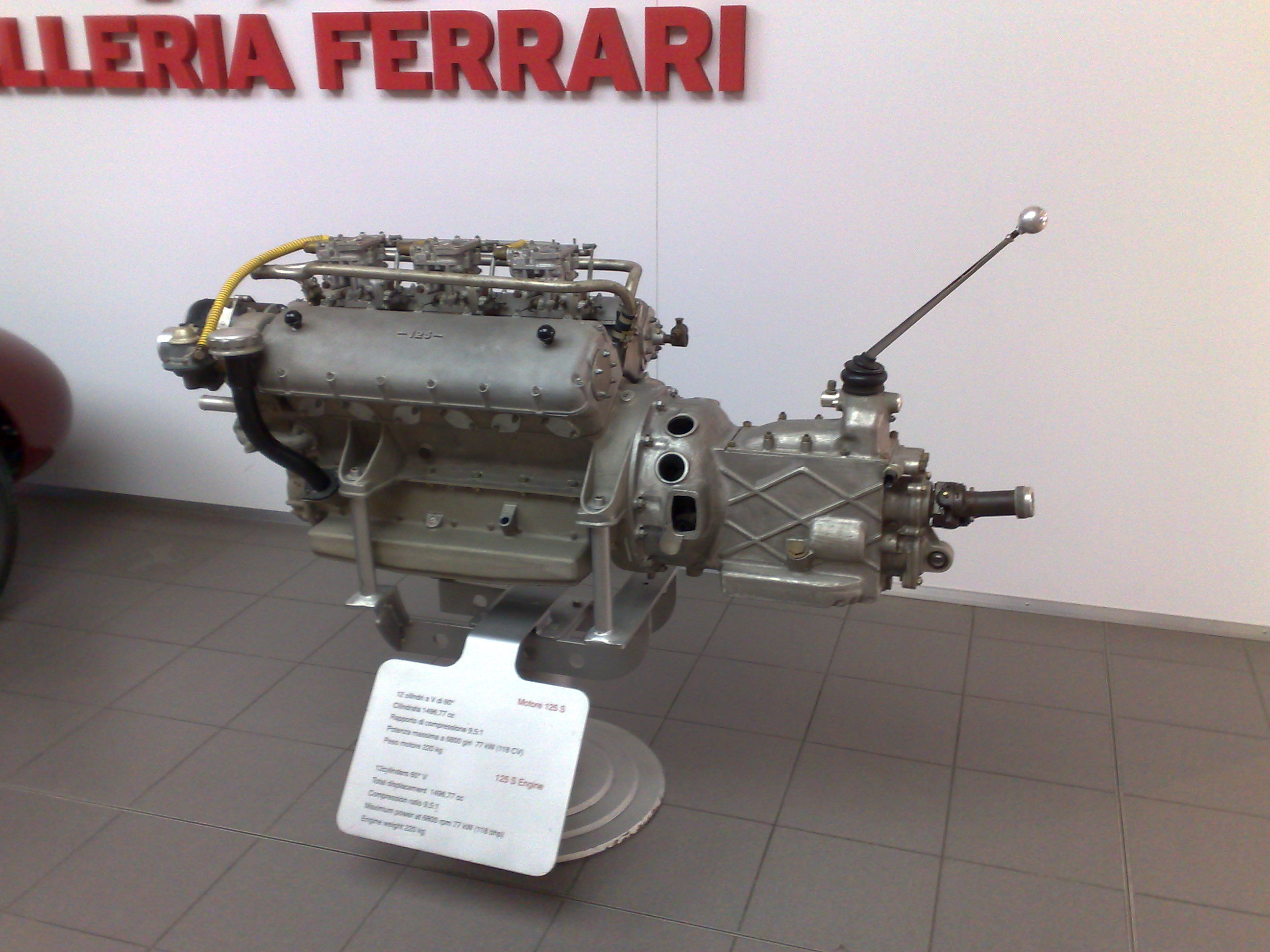
Les moteurs V12 et boîte de vitesses Colombo de la 125 S.
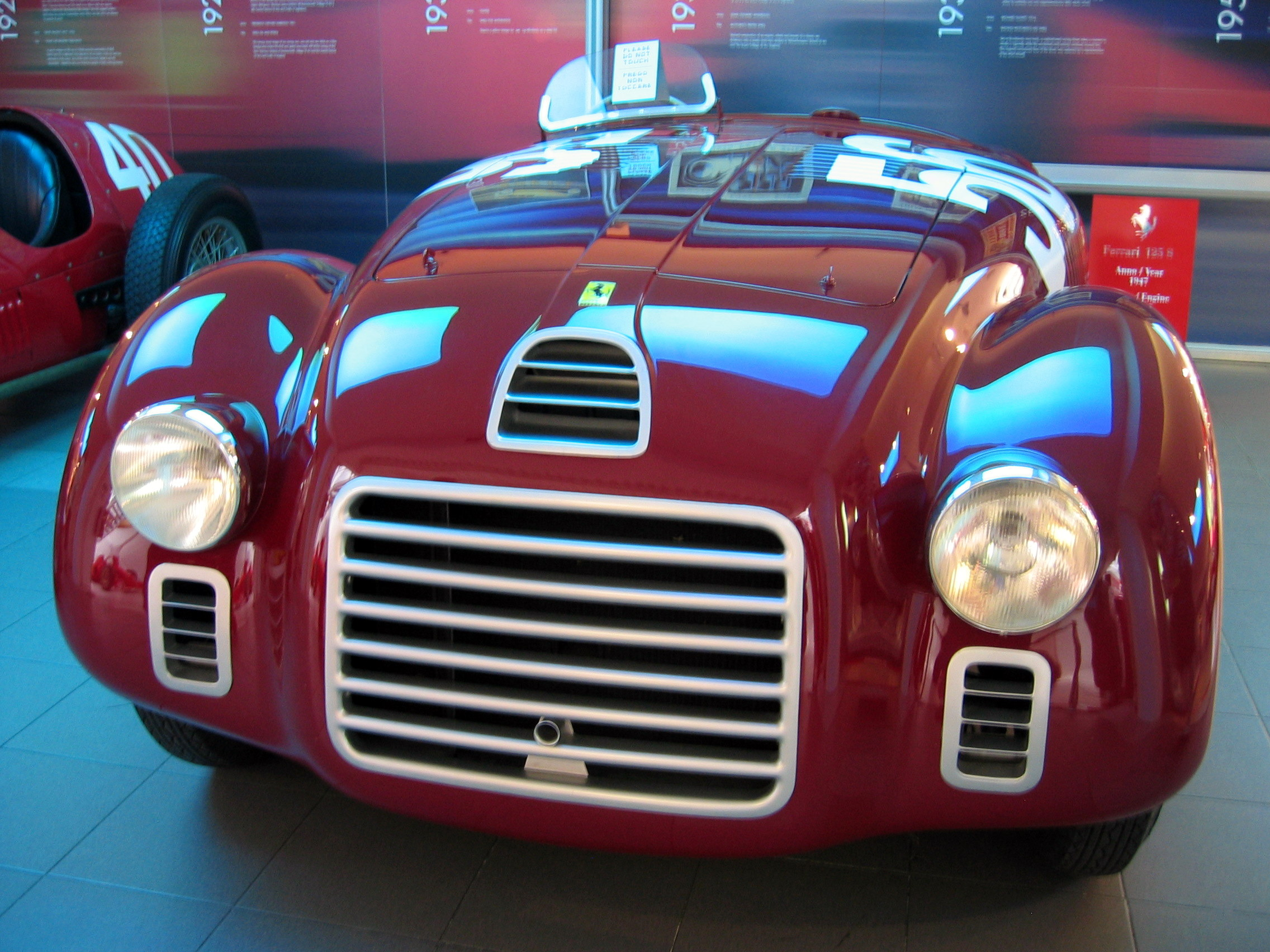
Vue avant d'une réplique d'une 125 S, moteur V12 Colombo.

Le 24 mai 1947 le pilote Franco Cortese (premier pilote historique Ferrari avec Giuseppe Farina) court la première course de la marque Ferrari à Plaisance. Deux semaines plus tard, Franco Cortese remporte la première victoire de la marque au Grand Prix de Rome. Entre 1948 et 1950 Ferrari améliore le modèle : 
- 1947 : 125 C (Competizione) ou S (Sport), 2 exemplaires
- 1948-1949 : 125 GP (Grand Prix), monoplace, V12 poussé à 230 chevaux par un compresseur Roots
- 1949-1950 : 125 F1 (Formule 1), poussé à 260 chevaux, pour la création du championnat du monde de Formule 1 1950, puis pour les championnat du monde de Formule 1 1951 et championnat du monde de Formule 1 1952.

Le modèle S remporte 6 victoires sur 14 courses en 1947, sans parvenir à s'imposer ni remporter les Mille Miglia face aux Alfa Romeo 158, Maserati 4CLT-48, Talbot-Lago T26C...
Les deux modèles de 125 S sont démontés et en partie réutilisés pour élaborer les modèles suivant 125 F1, Ferrari 159 S et Ferrari 166, doté du même moteur V12 Colombo poussé à 1,9 L puis 2 L. 
En 1987, pour les 40 ans de la marque, Michelotto Automobili, constructeur de prototype et concessionnaire Ferrari de Padoue, reconstruit deux répliques avec un des châssis présumé d'origine, moteur d'origine et photos et documents d'époque.